# Vstupní draft NHL 2019
Vstupní draft NHL 2019 byl 57. vstupním draftem v historii NHL. Konal se od 21. června do 22. června 2019 v Rogers Aréně v Vancouveru, v Kanadě (v domácí aréně týmu Vancouver Canucks).

## Výběry v jednotlivých kolech

### První kolo
| #  | Hráč                   | Národnost | Tým NHL                                     | Studentský/juniorský/klubový tým |
| -- | ---------------------- | --------- | ------------------------------------------- | -------------------------------- |
| 1  | Jack Hughes (C)        | USA       | New Jersey Devils                           | U.S. NTDP (USHL)                 |
| 2  | Kaapo Kakko (PK)       | Finsko    | New York Rangers                            | TPS Turku (Liiga)                |
| 3  | Kirby Dach (C)         | Kanada    | Chicago Blackhawks                          | Saskatoon Blades (WHL)           |
| 4  | Bowen Byram (O)        | Kanada    | Colorado Avalanche (od Ottawa)              | Vancouver Giants (WHL)           |
| 5  | Alex Turcotte (C)      | USA       | Los Angeles Kings                           | U.S. NTDP (USHL)                 |
| 6  | Moritz Seider (O)      | Německo   | Detroit Red Wings                           | Adler Mannheim (DEL)             |
| 7  | Dylan Cozens (C)       | Kanada    | Buffalo Sabres                              | Lethbridge Hurricanes (WHL)      |
| 8  | Philip Broberg (O)     | Švédsko   | Edmonton Oilers                             | AIK Ishockey (HockeyAllsvenskan) |
| 9  | Trevor Zegras (C)      | USA       | Anaheim Ducks                               | U.S. NTDP (USHL)                 |
| 10 | Vasilij Podkolzin (PK) | Rusko     | Vancouver Canucks                           | SKA-Neva (VHL)                   |
| 11 | Victor Soderstrom (O)  | Švédsko   | Arizona Coyotes (od Philadelphie)           | Brynäs IF (SHL)                  |
| 12 | Matthew Boldy (LK)     | USA       | Minnesota Wild                              | U.S. NTDP (USHL)                 |
| 13 | Spencer Knight (B)     | USA       | Florida Panthers                            | U.S. NTDP (USHL)                 |
| 14 | Cameron York (O)       | USA       | Philadelphia Flyers (od Arizony)            | U.S. NTDP (USHL)                 |
| 15 | Cole Caufield (PK)     | USA       | Montreal Canadiens                          | U.S. NTDP (USHL)                 |
| 16 | Alex Newhook (C)       | Kanada    | Colorado Avalanche                          | Victoria Grizzlies (BCHL)        |
| 17 | Peyton Krebs (C)       | Kanada    | Vegas Golden Knights                        | Kootenay Ice (WHL)               |
| 18 | Thomas Harley (O)      | Kanada    | Dallas Stars                                | Mississauga Steelheads (OHL)     |
| 19 | Lassi Thomson (O)      | Finsko    | Ottawa Senators (od Columbusu)              | Kelowna Rockets (WHL)            |
| 20 | Ville Heinola (O)      | Finsko    | Winnipeg Jets (od Winnipegu via NY Rangers) | Lukko Rauma (Liiga)              |
| 21 | Samuel Poulin (PK)     | Kanada    | Pittsburgh Penguins                         | Sherbrooke Phoenix (QMJHL)       |
| 22 | Tobias Bjornfot (O)    | Švédsko   | Los Angeles Kings (od Toronta)              | Djurgårdens IF (SHL)             |
| 23 | Simon Holmstrom (PK)   | Švédsko   | New York Islanders                          | HV71 Jr. (J20 SuperElit)         |
| 24 | Philip Tomasino (C)    | Kanada    | Nashville Predators                         | Niagara IceDogs (OHL)            |
| 25 | Connor McMichael (C)   | Kanada    | Washington Capitals                         | London Knights (OHL)             |
| 26 | Jakob Pelletier (LK)   | Kanada    | Calgary Flames                              | Moncton Wildcats (QMJHL)         |
| 27 | Nolan Foote (LK)       | Kanada    | Tampa Bay Lightning                         | Kelowna Rockets (WHL)            |
| 28 | Ryan Suzuki (C)        | Kanada    | Carolina Hurricanes                         | Barrie Colts (OHL)               |
| 29 | Brayden Tracey (LK)    | Kanada    | Anaheim Ducks (od San Jose via Buffalo)     | Moose Jaw Warriors (WHL)         |
| 30 | John Beecher (C)       | USA       | Boston Bruins                               | U.S. NTDP (USHL)                 |
| 31 | Ryan Johnson (O)       | USA       | Buffalo Sabres (od St. Louis)               | Sioux Falls Stampede (USHL)      |